# Union nationale (Québec)
Pour les articles homonymes, voir Union nationale.
L'Union nationale est un parti politique québécois fondé en 1935 et disparu en 1989.
Coalition du Parti conservateur et de l'Action libérale nationale formée à l'origine pour les élections de 1935, l'Union nationale devient un véritable parti en 1936. D'idéologie nationaliste, conservatrice, antisyndicale et anticommuniste, elle demeure généralement associée au premier ministre Maurice Duplessis et à l'époque de la Grande noirceur.
Formation majeure de la scène politique québécoise des années 1930 aux années 1970, l'Union nationale a été caractérisée tout au long de son existence par une politique puisant dans l'héritage français, catholique, rural et traditionnel du Québec. 
En 2020, une nouvelle formation politique est créée, reprenant le nom et le logo du parti historique, mais celle-ci reste anodine.

## Histoire

### Naissance de l'Union nationale
L'Union nationale naît dans le contexte de la Grande Dépression. Dans les années 1930, le Québec traverse la pire crise économique de son histoire. Son économie reposant en grande partie sur l'exploitation des ressources naturelles (forêts, mines, industrie textile, pêches) se trouve très affectée par la conjoncture canadienne et internationale. L'instauration de tarifs douaniers décidée par l'ensemble des pays en crise plombe ses exportations. Cette décision affecte non seulement les marchés agricoles, mais aussi les industries (notamment celle des pâtes et papiers, comptant pour 65 % des exportations canadiennes et dont le Québec est le principal contributeur), les usines, les commerces et les petites entreprises.

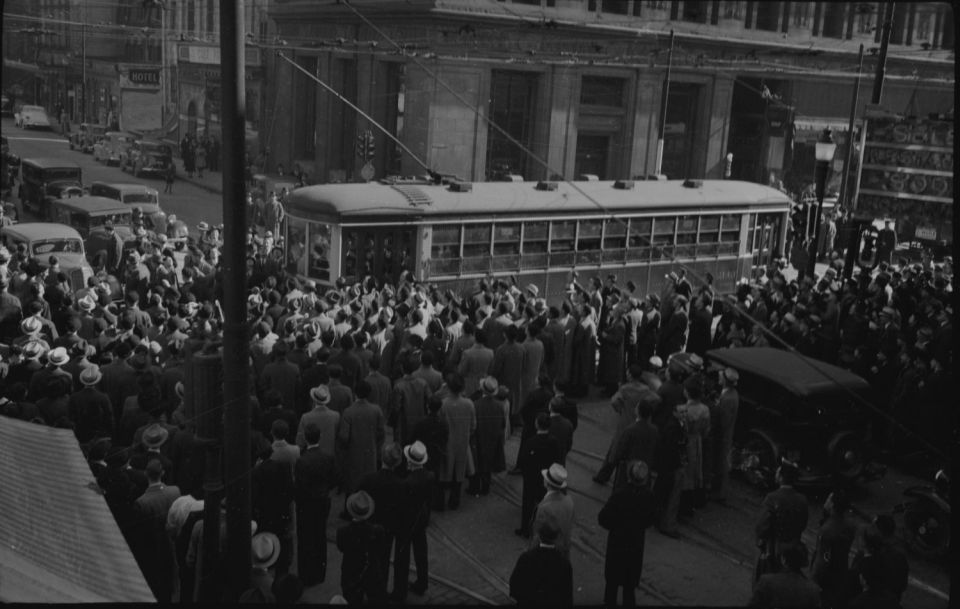
Montréal, dans les années 1930.

Ces éléments entraînent une hausse spectaculaire du taux de chômage : de 1929 à 1932, il passe de 2,9 % à 25 %. Le chômage affecte particulièrement les ouvriers, les jeunes et les personnes en milieu urbain. Ce phénomène d'une ampleur inédite prend tout le monde de court. Les gouvernements en place, croyant que la crise serait temporaire, réagissent lentement au début. Toutefois, face à la persistance de cette crise, la classe politique peine à trouver des solutions concordant avec la philosophie économique libérale classique alors partagée par tous.
L'inefficacité des gouvernements et l'absence de filet social transforment la crise économique en crise sociale. De plus en plus de gens remettent en question le capitalisme comme modèle économique et même, dans certains cas, la démocratie comme modèle de société. De nouveaux mouvements de contestation font leur apparition, tenant tous les gouvernements en place comme les responsables de cette crise.

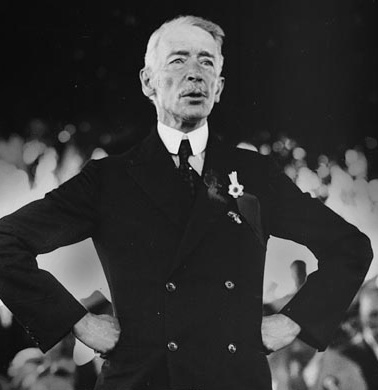
Louis-Alexandre Taschereau

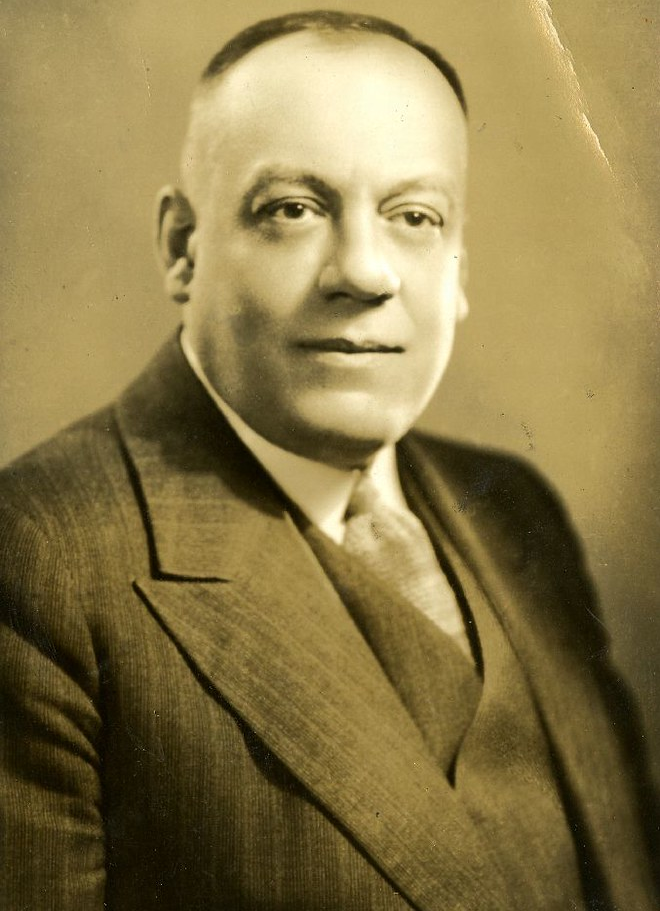
Camillien Houde

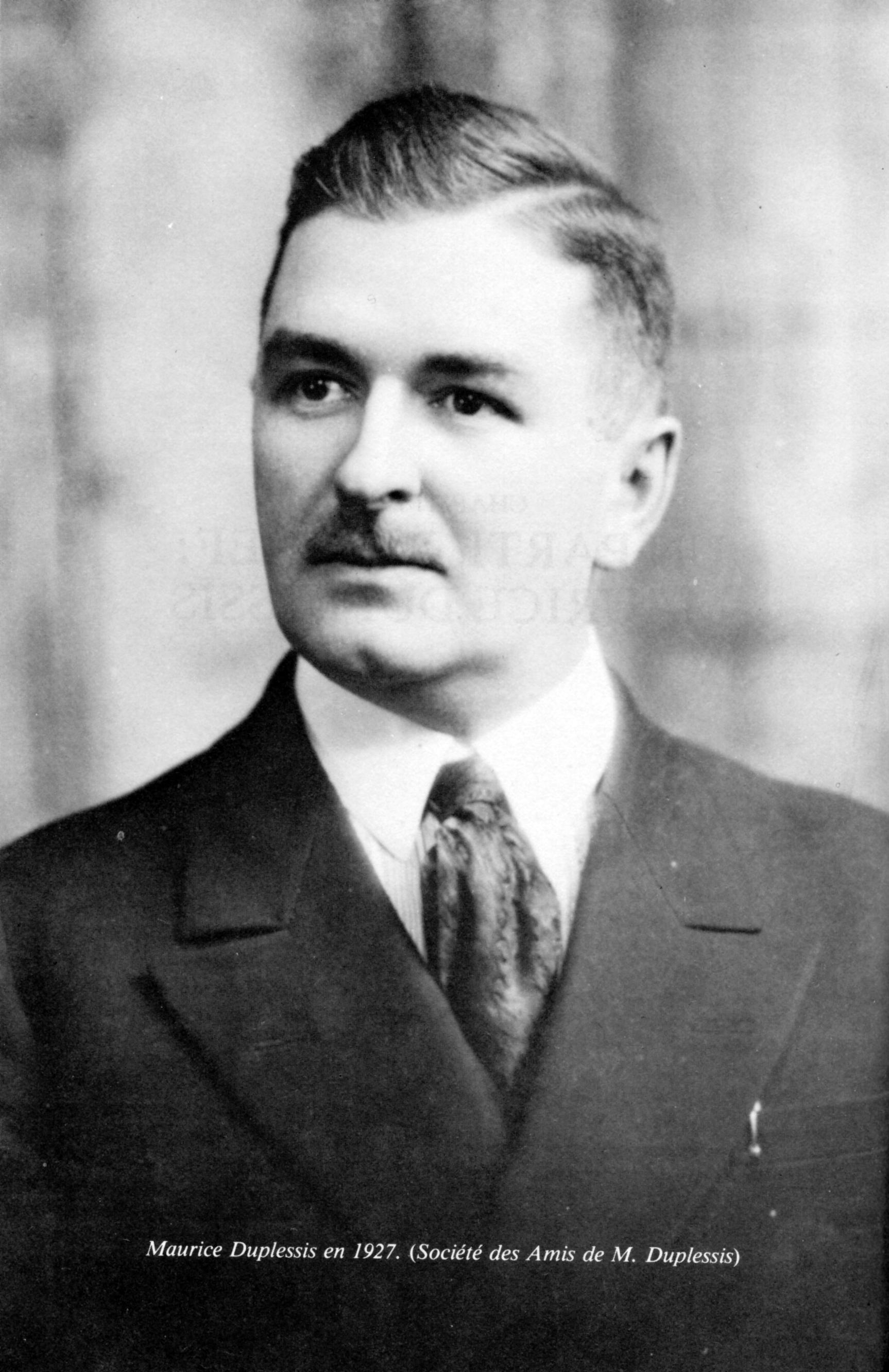
Maurice Duplessis

#### Élections fédérales de 1930 et élections québécoises de 1931
À cette époque, le Parti libéral domine la scène politique au Québec. Dirigé par Louis-Alexandre Taschereau depuis 1920, le gouvernement comptait jusqu'ici sur les grandes entreprises canadiennes-anglaises et sur les investisseurs étrangers (en majorité britanniques ou américains) pour développer l'économie québécoise. Ainsi, cette crise révèle plus que jamais les conséquences néfastes du capitalisme mais aussi la situation d'infériorité des Canadiens français au sein de leur propre société. Du côté de l'Opposition, le Parti conservateur du Québec ne réussissait pas à se présenter comme une option de rechange valable aux yeux de la majorité. Bien qu'il eût obtenu des appuis substantiels aux élections de 1923 et 1927, les conservateurs demeuraient identifiés au sombre souvenir de la conscription de 1917 (imposée par le gouvernement fédéral de Robert Borden, un conservateur) qui avait dressé les Canadiens français contre eux.
Aux élections fédérales de l'été 1930, le Parti conservateur de Richard Bennett chasse du pouvoir les libéraux de Mackenzie King, accusés d'avoir négligé l'ampleur de la crise. À l'été 1931, alors que se préparent des élections au Québec, les libéraux fédéraux se font éclabousser par le scandale de la Beauharnois. Ce scandale alimente l'image de corruption accolée à tous les libéraux, y compris le régime de Louis-Alexandre Taschereau. Pour la plupart des observateurs de l'époque, ce scandale annonce la chute imminente de son gouvernement.
Le Parti conservateur a alors le vent dans les voiles au Québec. Dirigé par Camillien Houde, le parti jouit d'un soutien populaire et du financement de ses alliés fédéraux. Toutefois, contre toute attente, le Parti libéral réussit à déjouer les pronostics et à se faire réélire avec une forte majorité – à 79 sièges contre 11. Cette victoire surprise est aussitôt critiquée par Camillien Houde, qui conteste les résultats. En réponse, le gouvernement Taschereau fait adopter une loi – la loi Dillon – empêchant toute contestation des résultats devant les tribunaux. Ce deuxième échec pour Houde (avec sa défaite aux élections municipales de 1932 à Montréal) le pousse à la démission comme chef des conservateurs.
Un congrès à la direction du Parti conservateur est organisé en octobre 1933. Deux candidats se présentent : Onésime Gagnon, ministre des Postes fédéral et député de Dorchester (dirigeant l'aile plus fédéraliste du parti), et Maurice Duplessis, chef de l'Opposition par intérim et député de Trois-Rivières (dirigeant l'aile plus autonomiste du parti). À l'issue de ce congrès, Maurice Duplessis devient le nouveau chef.

#### Scission dans le Parti libéral
En août 1934, un nouveau parti fait son apparition : l'Action libérale nationale (ALN). Formée de nationalistes réformistes et de jeunes libéraux mécontents du conservatisme de Taschereau, l'ALN propose à la population « un ambitieux ensemble de réformes qui détonne avec le conservatisme traditionnel de l'Église québécoise ». Inspiré par le Programme de restauration sociale de l'École sociale populaire des jésuites de Montréal (et rappelant aussi, à certains égards, le New Deal du président américain Franklin Roosevelt), le programme de l'ALN fait appel à l'intervention directe de l'État pour assurer la redistribution de la richesse et le retour à l'équilibre sociale.
Ce programme est principalement rédigé par quatre personnes :  
1. Albert Rioux, président de l'Union catholique des cultivateurs;
2. Alfred Charpentier, syndicaliste et futur président de la Confédération des travailleurs catholiques du Canada (CTCC);
3. Wilfrid Guérin, notaire, spécialiste des questions de patronage et de contributions secrètes aux caisses électorales;
4. Philippe Hamel, dentiste de la région de Québec, expert de la question de l'étatisation de l'hydroélectricité.

L'ALN propose l'instauration d'un crédit agricole, l'ouverture de nouvelles terres cultivables, l'augmentation des salaires permettant de faire vivre une famille moyenne, l'adhésion au programme fédéral des pensions de vieillesse (en attendant de créer un programme au Québec), la fixation des prix des biens essentiels, la réglementation des banques, la mise en place d'appels d'offres pour déterminer l'octroi des contrats publics (plutôt que de tout laisser à la discrétion du parti au pouvoir), la mise en place d'élections à date fixe et l'élimination de la corruption électorale. L'ALN veut également interdire aux ministres de siéger aux conseils d'administrations des entreprises faisant affaire avec le gouvernement, et veut lutter contre les trusts (monopoles), en particulier ceux des biens essentiels tels que le charbon, l'essence et l'électricité. Elle propose enfin de tenir une commission d'enquête sur les abus des compagnies d'électricité, de réglementer le prix de l'électricité, d'électrifier les campagnes (la plupart étant alors sans accès au réseau électrique) et d'étatiser les entreprises d'électricité au Québec.
L'apparition de ce nouveau parti sème la méfiance chez les libéraux et les conservateurs. Dans La Presse, le premier ministre Taschereau exprime sa vieille conviction que deux partis suffisent – l'un pour gouverner, l'autre pour surveiller (« Les tiers partis ne vont jamais loin »). Le chef de l'Opposition, Maurice Duplessis, émet aussi ses réserves en disant qu'« un bon et un mauvais » partis suffisent.

En revanche, l'ALN reçoit l'appui de nombreux mouvements d'action catholique, mouvements de jeunesse, coopératives, syndicats catholiques et agricoles, et de groupes d'hommes d'affaires et de commerçants québécois. Son programme, à la fois réformiste et nationaliste, rallie non seulement des anciens libéraux déçus – tel qu'Oscar Drouin, avocat et député de Québec-Est, et Édouard Lacroix, député fédéral de Beauce – mais aussi de gens n'ayant jamais milité en politique – tel qu'Ernest Grégoire, avocat et professeur d'économie politique à l'Université Laval, Philippe Hamel, dentiste de Québec et expert de la question de l'électricité, et René Chaloult, avocat et militant nationaliste. Enfin, pour diriger tout ce monde, l'ALN désigne comme chef Paul Gouin, fils de l'ancien premier ministre Lomer Gouin.

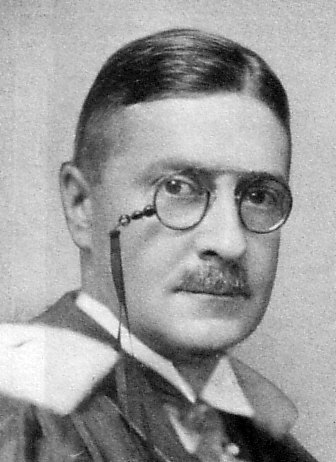
Philippe Hamel
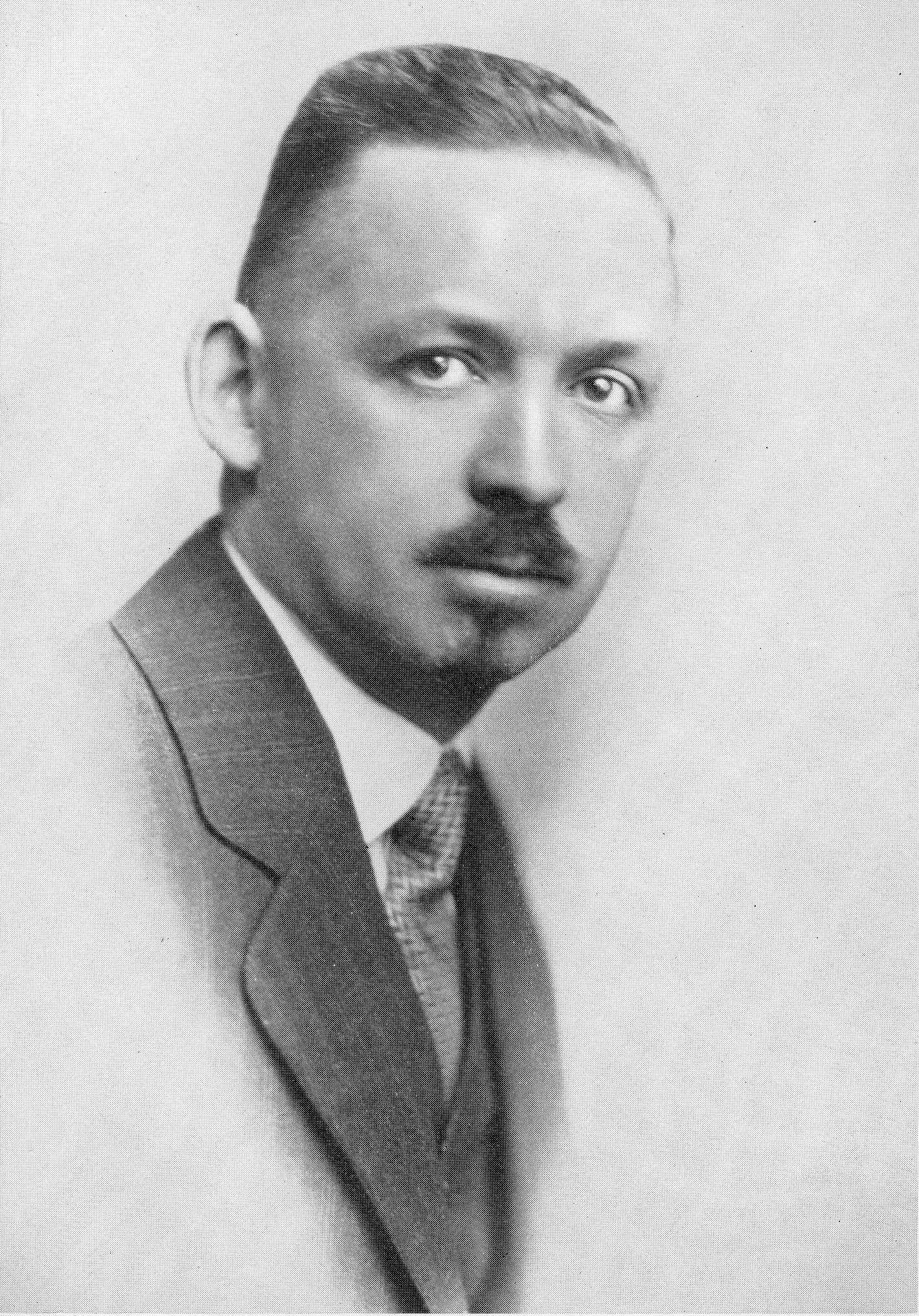
Ernest Grégoire
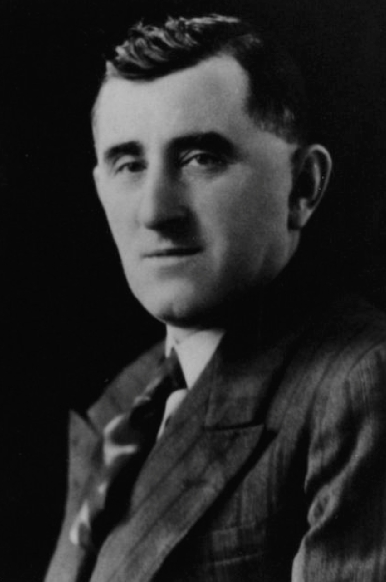
Oscar Drouin
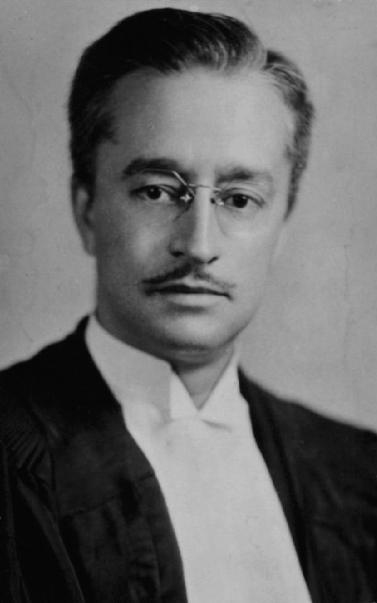
René Chaloult
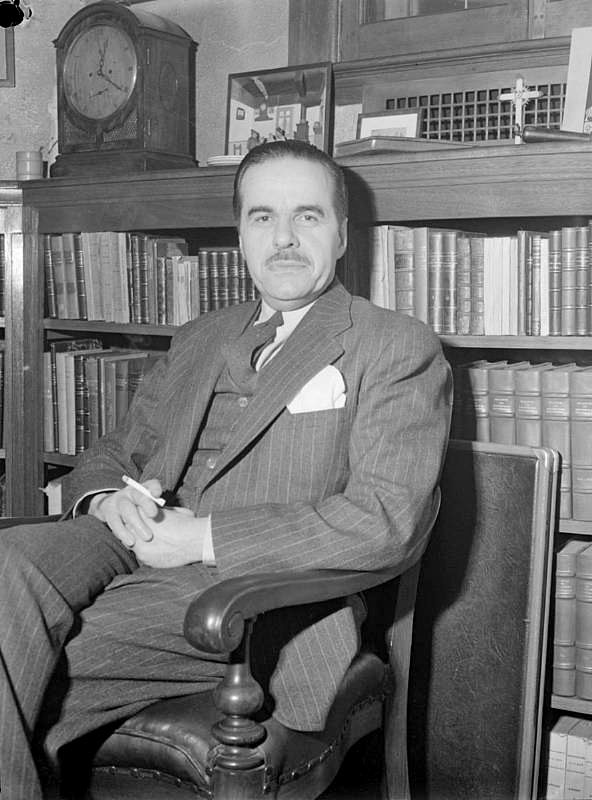
Paul Gouin, chef de l'Action libérale nationale

#### Élections de 1935

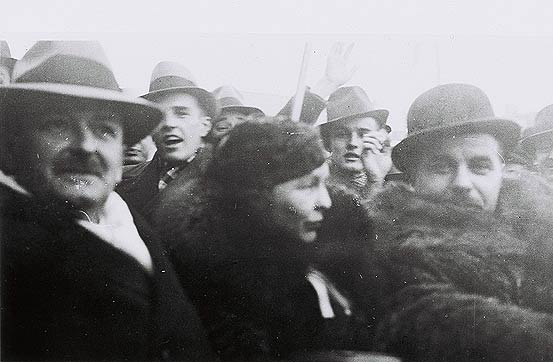
Maurice Duplessis (gauche) et Paul Gouin (droite) en 1935.

À l'automne 1935, de nouvelles élections se préparent au Québec. En vue de ce scrutin, des militants de l'Action libérale nationale et du Parti conservateur constatent que leur principal but commun – chasser du pouvoir les libéraux de Taschereau – pourrait servir de base à une forme d'alliance électorale.
Cette idée finit par atteindre leurs deux chefs, Paul Gouin et Maurice Duplessis. Fils et petit-fils d'hommes politiques très en vue, Paul Gouin jouissait d'une belle réputation comme conférencier dans la région montréalaise. Bien au fait des problèmes du Québec, de tempérament intellectuel et studieux, Gouin se tenait toutefois à l'écart de la politique partisane. De son côté, Maurice Duplessis était un homme politique plus aguerri. Originaire de Trois-Rivières, fils de juge, Duplessis était un orateur charismatique, rompu aux procédures et aux tactiques permettant de faire des gains. Fidèle à la tradition catholique et à la philosophie économique libérale, toutefois, il ne possédait pas de programme ni d'équipe lui permettant de prendre le pouvoir.
Mettant de côté leurs différences, Maurice Duplessis et Paul Gouin acceptent de faire alliance et concluent un pacte. Afin de favoriser leurs chances face aux libéraux, les actionnistes et les conservateurs conviennent de ne présenter qu'un seul candidat de l'un ou de l'autre parti dans chaque circonscription. L'Action libérale nationale présente ainsi 60 candidats, et le Parti conservateur 30 candidats. Ils prévoient également qu'en cas de victoire, Maurice Duplessis serait nommé premier ministre, et que Paul Gouin aurait le choix de la composition du cabinet des ministres.
C'est fort de cette entente que les deux partis annoncent leur alliance électorale le 7 novembre 1935. Ils présentent leurs candidats sous une bannière commune surnommée l'« Union nationale ». Leur programme baptisé Le Catéchisme des électeurs est imprimé sous forme de brochure (imitant la formule du catéchisme bien connue des Québécois de l'époque, avec des questions et des réponses) puis distribué par la poste aux électeurs,.
Aux élections du 25 novembre, le Parti libéral se maintient au pouvoir de justesse avec 48 sièges. De son côté, l'Union nationale remporte 42 sièges, constituant la plus forte opposition au régime libéral depuis son arrivée au pouvoir en 1897.

#### Chute du gouvernement Taschereau
Au printemps 1936, Maurice Duplessis se lance dans une grande enquête sur les pratiques du gouvernement Taschereau. Il fait convoquer le Comité des comptes publics, un comité parlementaire chargé de vérifier les budgets des départements du gouvernement, qui n'avait alors pas siégé depuis plus de dix ans.
Le Comité tient ses audiences de mai à juin 1936. Travaillant seul, Maurice Duplessis interroge une série de hauts fonctionnaires, conseillers, élus et membres du Parti libéral sur les irrégularités et les abus pratiqués par le gouvernement Taschereau. Les révélations de ces audiences choquent et attirent des foules importantes. Discutées à la radio et dans les journaux, les révélations profitent également à Maurice Duplessis qui apparaît, face à Paul Gouin, comme le véritable chef de l'Opposition étant en mesure de chasser du pouvoir le régime libéral. Les principales figures interrogées dans le cadre de ces audiences sont le sous-ministre Louis-Arthur Richard, l'ancien ministre Irénée Vautrin, l'assistant procureur général Charles Lanctôt et le comptable de l'Assemblée législative Antoine Taschereau, le frère du premier ministre. Les révélations finissent par atteindre le premier ministre personnellement. Le 11 juin, il remet sa démission et cède sa place à la tête du Parti libéral à Adélard Godbout. Des élections sont annoncées pour la mi-août 1936.
Le 17 juin, Maurice Duplessis organise aussitôt un caucus des députés de l'Opposition à Sherbrooke afin de préparer les élections. Lors de ce caucus, une majorité de députés conservateurs et actionnistes décident de s'unir pour de bon. Mettant Paul Gouin et ses plus fidèles collaborateurs à l'écart, le 20 juin 1936, l'Union nationale devient officiellement un seul parti, avec un seul chef : Maurice Duplessis,.

### Maurice Duplessis (1936-1959)

#### Élections de 1936
Les élections sont déclenchées au début juillet 1936. Le Parti libéral, dirigé par Adélard Godbout, présente des candidats n'ayant pas été touchés par les scandales révélés par Duplessis. L'Union nationale, dirigée par Maurice Duplessis, mène une campagne mettant en vedette les principaux personnages de l'ALN (Philippe Hamel, Oscar Drouin, Ernest Grégoire et René Chaloult). Le programme de l'Union nationale reprend les réformes de l'ALN, promettant le crédit agricole, l'élimination de la corruption et du favoritisme dans l'administration publique, la lutte contre les trusts et la nationalisation de l'hydroélectricité,. L'Union nationale récolte l'appui d'une majorité d'associations catholiques, de syndicats, d'unions agricoles, de mouvements de jeunesse, d'entrepreneurs francophones, et du journal Le Devoir.
Le 17 août, l'Union nationale met fin à près de quarante ans de régime libéral. Avec 56 % des voix, elle remporte 76 sièges sur 90, contre 14 pour les libéraux,.

#### Premier gouvernement de Maurice Duplessis

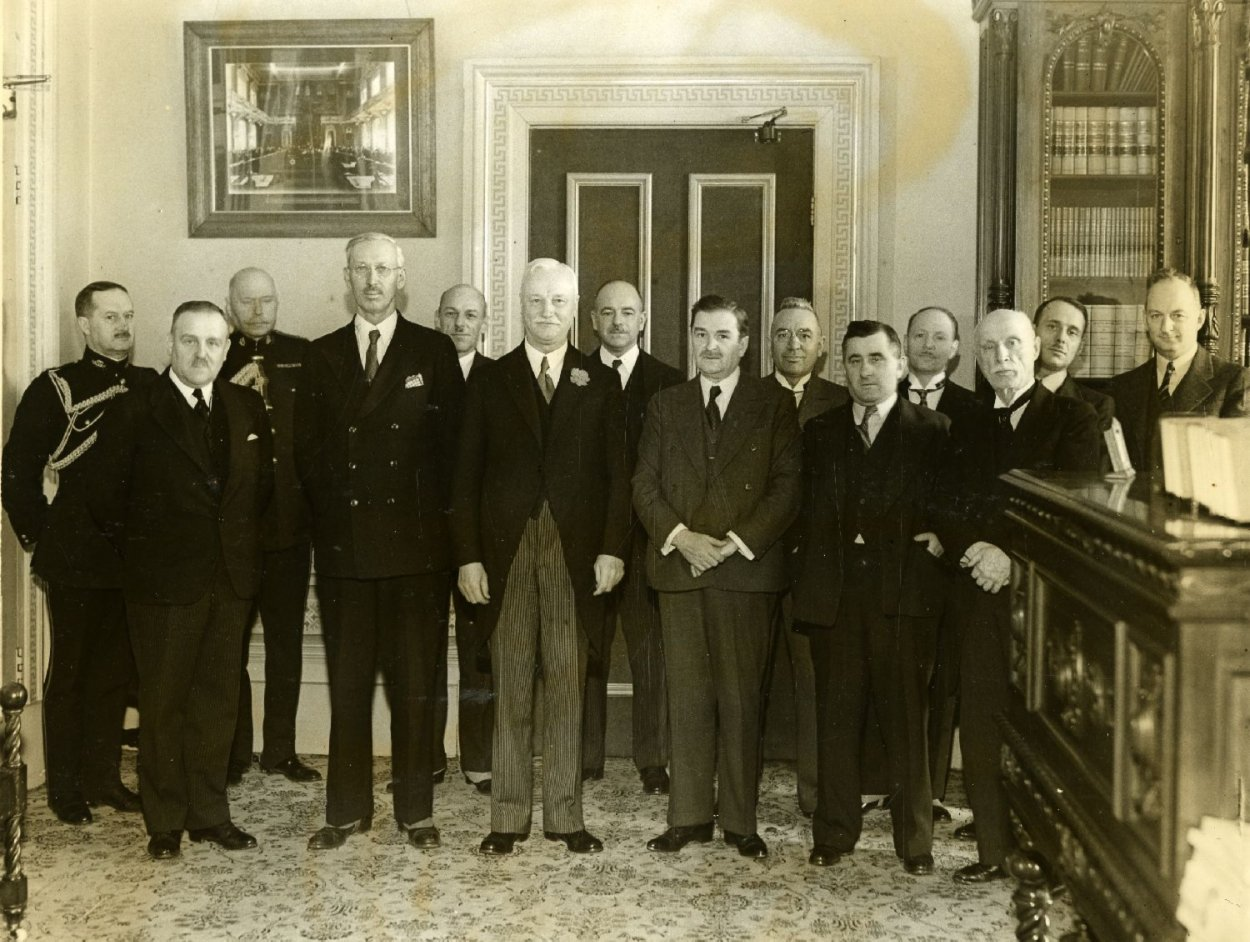
Le premier gouvernement dirigé par Maurice Duplessis, en 1936.

La victoire de l'Union nationale suscite beaucoup d'espoirs. Toutefois, ces espoirs s'effondrent rapidement lorsque Maurice Duplessis forme un cabinet ne comptant pas les anciennes vedettes de l'ALN et choisit de repousser les réformes annoncées durant la campagne électorale. Notamment, il revient sur sa promesse de commencer la nationalisation de l'hydroélectricité. En réaction, René Chaloult, Oscar Drouin, Ernest Grégoire et Philippe Hamel quittent l'Union nationale et forment un nouveau parti, le Parti national, pour continuer à défendre leurs idées.
Malgré ces départs, Maurice Duplessis maintient sa position. Le gouvernement adopte plusieurs mesures importantes. Il interdit désormais à un ministre de siéger à un conseil d'administration d'une entreprise traitant avec le gouvernement. Il crée un ministère de la Santé, instaure des pensions pour les aveugles et les mères nécessiteuses et adopte la Loi sur les salaires raisonnables (établissant un ensemble de conditions de travail pour tous les travailleurs sans convention collective, incluant l'instauration d'un salaire minimum).
Pour lutter contre le chômage, le gouvernement Duplessis poursuit la politique de travaux publics de son prédécesseur. À Montréal, il voit à l'élargissement du boulevard Pie-IX, à l’agrandissement du Jardin botanique du frère Marie-Victorin. Pour les régions rurales, il annonce la création d'un Office du crédit agricole (accordant aux agriculteurs des prêts garantis par l'État à des taux d'intérêt plus bas) et de deux parcs nationaux (le Parc de la Gaspésie et la Réserve de la Route-Mont-Laurier–Senneterre), ainsi qu'une nouvelle politique de colonisation pour développer l'Abitibi, le Saguenay et la Gaspésie.
Également comme son prédécesseur, le premier ministre se présente comme le serviteur dévoué de l'Église catholique. Dans cette logique, il fait placer un crucifix au-dessus du trône du président de l'Assemblée législative et poursuit la lutte au communisme. Selon l'historien Alexandre Dumas, ce geste s'inscrit dans la suite de l'action de Louis-Alexandre Taschereau, qui avait fait installer des crucifix dans les palais de justice du Québec dès le début des années 1930. 
À cette époque, l'opinion publique est farouchement opposée à cette idéologie. Au Québec, la presse catholique rapportait les exactions commises contre l'Église par les militants communistes dans le cadre de la guerre civile espagnole. En réponse aux pressions de la population, en février 1937, le gouvernement Duplessis présente la Loi du cadenas. Cette loi donnait le pouvoir au gouvernement de faire fermer tout établissement soupçonné de faire de la propagande communiste ou bolchéviste. Très critiquée ailleurs au Canada et à l'étranger, cette loi sera malgré tout adoptée à l'unanimité de l'Assemblée législative. La lutte anticommuniste se poursuit lors de deux grèves importantes en 1937 (l'une dans le domaine du textile, l'autre à Sorel) où Duplessis cherchera à débusquer les sympathisants communistes parmi les ouvriers.
Enfin, Maurice Duplessis peaufine sa défense de l'autonomie du Québec en s'opposant aux conclusions du rapport de la commission Rowell-Sirois. Celui-ci recommande de confier au fédéral tous les pouvoirs lui permettant de créer notamment un programme d'assurance-chômage pancanadien.

#### Élections de 1939

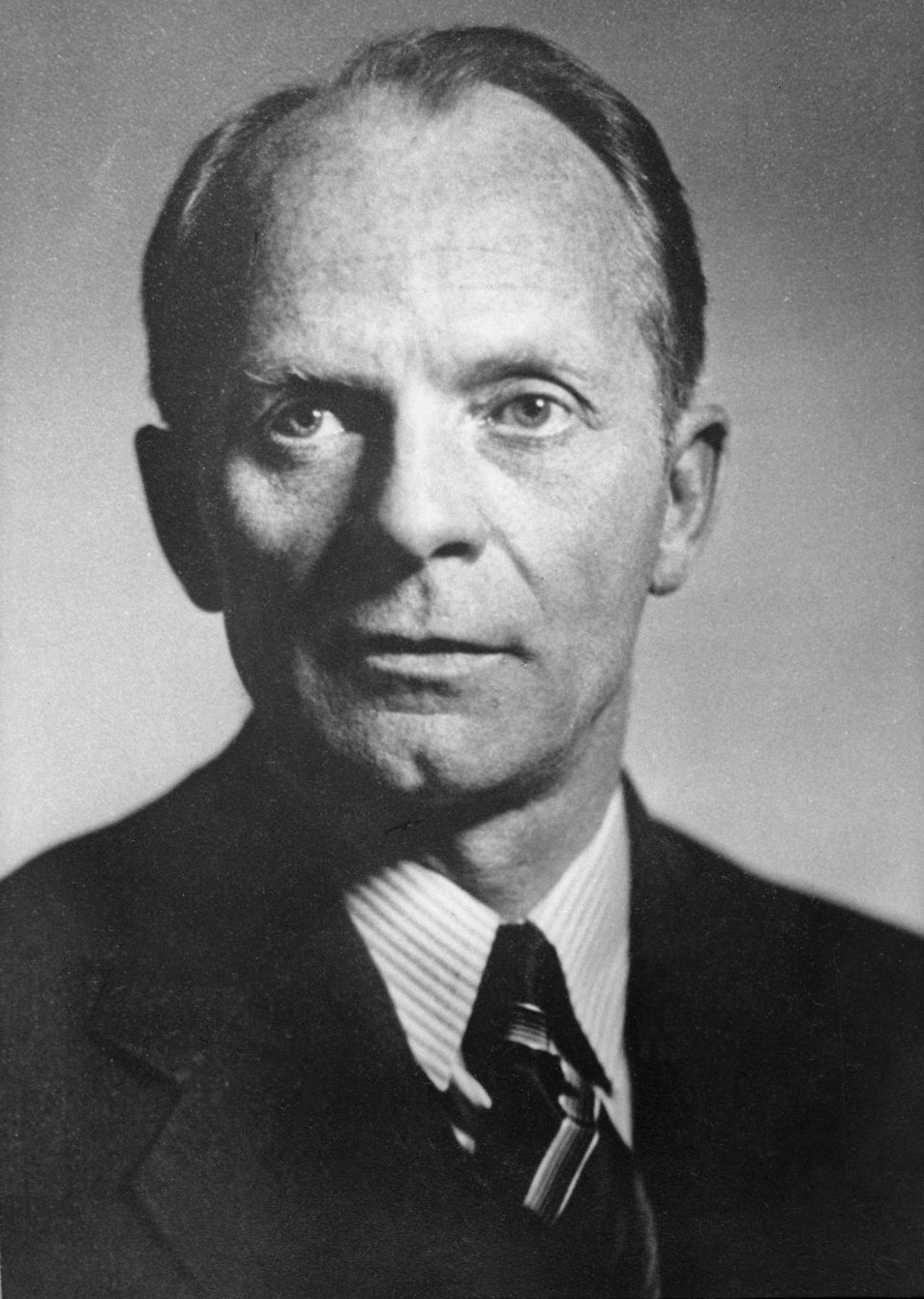
Adélard Godbout mène le Parti libéral lors des élections de 1939.

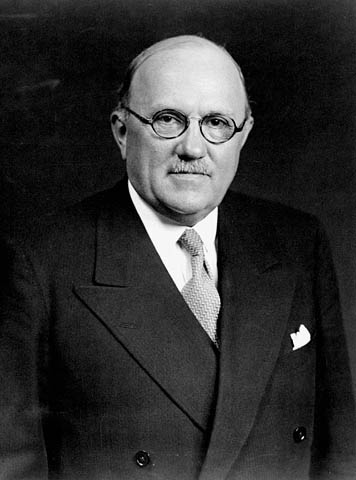
Ernest Lapointe, ministre de la Justice du Canada, intervient dans les élections en 1939.

En septembre 1939, la Seconde Guerre mondiale éclate. Le Canada déclare la guerre à l'Allemagne et se range aux côtés de l'Angleterre, entraînant avec lui le Québec dans ce conflit. En réaction, Maurice Duplessis déclenche des élections anticipées et s'en prend au gouvernement d'Ottawa en l'accusant « de vouloir se servir de la guerre pour étendre son emprise sur les pouvoirs exclusifs des provinces ». Présentant son gouvernement comme un rempart contre la centralisation fédérale, il promet qu'un vote pour son parti sera un vote contre la conscription et pour la défense de l'autonomie du Québec.
Les libéraux d'Ottawa décident alors d'intervenir dans la campagne québécoise. Ernest Lapointe, ministre de la Justice et lieutenant québécois du premier ministre Mackenzie King, répond aux attaques de Duplessis. Dans un premier temps, il promet qu'il n'y aura pas de conscription en cas de victoire du Parti libéral. Il lance ensuite un avertissement aux Québécois en leur disant qu'en cas de réélection de l'Union nationale, le reste du Canada interpréterait ce choix comme une trahison, et les libéraux fédéraux du Québec se retrouveraient ainsi désavoués et donc forcés à démissionner. En conséquence, un gouvernement formé uniquement d'élus du Canada anglais pourrait imposer la conscription au Québec.
La réplique d'Ernest Lapointe à Maurice Duplessis renverse les rôles. Faisant campagne seul, sans ses vedettes de 1936, le chef de l'Union nationale se retrouve sur la défensive. Alors que ses anciens alliés Philippe Hamel et René Chaloult se présentent avec l'appui tacite des libéraux, Oscar Drouin choisit de retourner au Parti libéral. La campagne est d'autant plus difficile pour Duplessis qui refuse aussi de soumettre ses discours au contrôle de l'information du gouvernement fédéral (imposée par suite de l'adoption de la Loi sur les mesures de guerre), le privant des ondes radio lui permettant de répliquer à ses adversaires.
Le 25 octobre 1939, le Parti libéral d'Adélard Godbout remporte la victoire avec 68 députés. L'Union nationale est renvoyée dans l'Opposition avec seulement 15 députés. Camillien Houde et René Chaloult (se présentant comme respectivement comme candidats indépendant et libéral indépendant) sont également élus. L'Action libérale nationale de Paul Gouin, présentant une soixantaine de candidats, ne fait élire aucun député,,.

#### Retour dans l'Opposition
Le choc de la défaite est difficile à encaisser pour Maurice Duplessis. Le brusque retour dans l'Opposition de l'Union nationale mécontente les membres. Au début de 1940, un groupe de militants cherche à se débarrasser de Duplessis pour ressusciter le Parti conservateur au Québec. Ce projet demeure sans suite jusqu'en 1942, alors que Duplessis tombe gravement malade et doit être hospitalisé durant une longue période, le forçant à s'absenter de l'Assemblée législative. Son leadership est alors contesté à nouveau. Certains lui reprochent sa trop grande consommation d'alcool et veulent le remplacer par Paul Sauvé, qui participe alors au conflit armé. Revenant à lui-même, Duplessis décide de renoncer à l'alcool une fois pour toutes et de reprendre en main son leadership. Il réorganise son parti en le purgeant des derniers éléments dissidents et en mettant en place une machine électorale en vue de reprendre le pouvoir. À partir de 1942, il se rapproche ainsi de l'homme d'affaires Gérald Martineau (qui devient le trésorier de son parti) et du député de Dorchester Joseph-Damase Bégin (qui devient son organisateur en chef).
De retour à l'Assemblée législative, Maurice Duplessis mène la charge. Il critique le manque de vigueur d'Adélard Godbout dans la défense des droits du Québec face au gouvernement d'Ottawa. Il lui reproche d'avoir notamment cédé à Mackenzie King « par simple échange de lettres » la compétence du Québec en matière d'assurance-chômage ainsi que le droit exclusif de lever les grands impôts directs, et ce, sans exiger d'amendement à la constitution. Il lui reproche également son ambivalence face au plébiscite sur la conscription en avril 1942. Malgré plusieurs mesures importantes adoptées par le gouvernement Godbout (accord du droit de vote aux femmes, adoption de la Loi sur l'instruction obligatoire, de la Loi sur les relations ouvrières et création d'Hydro-Québec), de 1943 à 1944, les appuis au Parti libéral chutent. Un nouveau parti, le Bloc populaire, est créé pour offrir une forme de troisième voie, joignant la défense de l'autonomie du Québec à une doctrine entre le socialisme et le capitalisme.
Toutefois, le mécontentement à l'égard du gouvernement Godbout profite surtout à l'Union nationale. Sillonnant le Québec, Maurice Duplessis martèle son message autonomiste. Reprenant les paroles de Godbout sur la conscription, la centralisation fédérale, ses déclarations de fidélité à la couronne britannique et à Mackenzie King, Duplessis accuse le chef des libéraux d'avoir trahi les Québécois et de se comporter comme le valet d'Ottawa.

#### Élections de 1944
À l'été 1944, des élections sont déclenchées. Le Parti libéral d'Adélard Godbout fait campagne sur le bilan de son gouvernement, surtout ses réformes, et insiste sur son autonomie par rapport au gouvernement de Mackenzie King. L'Union nationale fait campagne sur la décentralisation des pouvoirs vers les provinces, contre la centralisation fédérale. Le Bloc populaire, très actif en milieu urbain, tente de fédérer les nationalistes et les électeurs déçus par les deux « vieux partis ».
Lors de ce scrutin, les femmes peuvent exercer leur droit de vote pour la première fois dans l'ensemble du Québec. Au début du mois de juillet, un sondage Gallup prédit la victoire des libéraux avec 37 % du vote, suivis du Bloc populaire avec 27 % du vote, et l'Union nationale en dernier avec seulement 14 % du vote.

Malgré les prédictions du sondage et l'adoption du droit de vote des femmes, les particularités de la carte électorale donnant une très grande place aux circonscriptions rurales moins populeuses jouent en faveur de l'Union nationale. Le 8 août, Maurice Duplessis et son équipe reprennent le pouvoir avec 48 sièges,,,,.

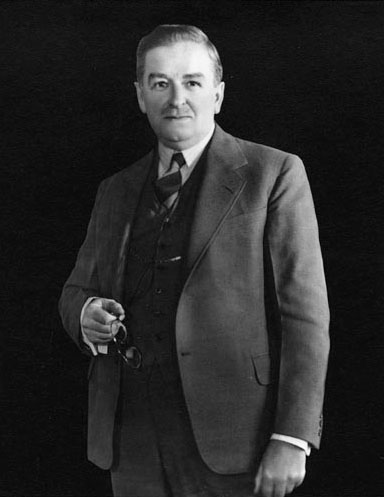
Maurice Duplessis domine la scène politique du Québec de 1944 à 1959.

#### La «Grande noirceur»
La fin de la Seconde Guerre mondiale marque le début de la plus grande période de prospérité économique de l'histoire du Québec. Cette période, caractérisée par une très forte croissance (avoisinant 5 % en moyenne), un taux de chômage très bas et un accès à un niveau de vie encore jamais vu par les Québécois, transforme la société. La reconstruction de l’Europe et l’appétit en matières premières des États-Unis stimulent grandement la demande au Québec. Des avancées technologiques et de nouveaux secteurs industriels apparus durant la guerre remplacent les méthodes artisanales par des équipements mécaniques et des techniques de production de masse. Ces transformations touchent non seulement les secteurs traditionnels (forêts, mines, agriculture, colonisation) mais aussi de nouveaux secteurs (construction, manufactures, transport, services). De plus, la démographie du Québec est également bouleversée par le baby-boom et par l'arrivée importante d'immigrants d'Europe occidentale.
C'est donc dans une société en pleine transformation que l'Union nationale revient au pouvoir. Face à ces transformations, le gouvernement dirigé par Maurice Duplessis reflète les valeurs, les préoccupations et les solutions favorisées par les élites traditionnelles du Québec de cette époque. Ainsi, plutôt que de se convertir à la philosophie keynésienne partagée par bon nombre d'États après la guerre, l'Union nationale choisit plutôt de continuer à s'appuyer sur les structures traditionnelles de la société.
En matière d'éducation et d'instruction publique, le gouvernement ne cherche pas à se substituer aux autorités religieuses. Il leur laisse la gestion des écoles primaires et secondaires, des collèges et des universités et de leurs programmes. Dans le domaine de la santé, le gouvernement refuse également de s'ingérer davantage dans ce domaine. Il confie la gestion des établissements et des soins aux institutions privées relevant de l'Église catholique. Si ces choix permettent d'économiser des sommes considérables en évitant de créer une fonction publique (avec des programmes à administrer et des salaires à débourser), ils empêchent également les Québécois de participer plus largement aux décisions qui les concernent. Ces choix permettent aussi au gouvernement fédéral de prendre une place dans des domaines qui ne relèvent pas de lui. L’Église catholique doit ainsi répondre aux besoins de la population, même si elle n’arrive plus à répondre à la demande, la rendant de plus en plus dépendante de l'aide du gouvernement et du personnel laïque. Résultat : les Québécois demeurent largement absents de la fonction publique de leur pays, et les employés laïques en éducation et en santé ne peuvent avoir de meilleures conditions que celles que peut leur offrir l’Église ni monter dans la hiérarchie.

En matière d'économie, l'Union nationale adhère toujours à la philosophie libérale classique, faisant confiance aux lois du marché et aux entreprises et cherchant à limiter l'intervention du gouvernement. Poursuivant dans la même voie que ses prédécesseurs du Parti libéral, l'Union nationale confie aux petites et moyennes entreprises les projets de développement municipal ou régional, et s'en remet aux grandes entreprises (canadiennes-anglaises et américaines, pour la plupart) pour mener les grands projets de développement (comme celui de l'Ungava). Duplessis peut ainsi s'assurer d'offrir beaucoup d'emplois à la population et d'engranger de larges surplus budgétaires. Toutefois, afin de maintenir un climat propice aux affaires et surtout aux investissements étrangers, l'Union nationale laisse des entreprises siégeant à Toronto, à New York ou à Londres prendre les décisions économiques les plus importantes pour le Québec. De plus, afin de garder le climat social, l'Union nationale réprime les foyers de contestation. Elle s'en prend ainsi aux syndicats mais également à ceux qu'elle désigne comme adversaires idéologiques (en particulier les communistes), au nom de la défense de l'identité et des valeurs traditionnelles. 

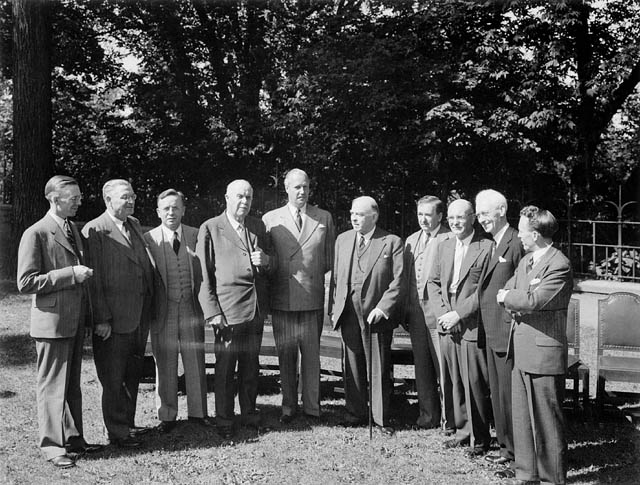
Maurice Duplessis (quatrième à partir de la droite) s'affirme comme le principal défenseur de l'autonomie provinciale durant les années 1940 et 1950.

Enfin, en matière constitutionnelle, l'Union nationale se présente comme le rempart de la défense de l'autonomie du Québec dans le Canada. Duplessis et les membres de son parti conçoivent le Canada comme le fruit d'un pacte d'honneur entre deux nations fondatrices (anglaise et française) visant à protéger les droits respectifs des provinces tout en favorisant leurs intérêts communs. Selon cette vision, le pouvoir provient des provinces à l'origine et non du gouvernement central. La constitution de 1867 serait la base de garantie du respect des droits et des pouvoirs fondamentaux accordés aux provinces, et sur lesquels leur adhésion au Canada reposerait. Cette interprétation, partagée par une majorité de Québécois mais non par une majorité de Canadiens anglais, oppose Maurice Duplessis à Mackenzie King et à son successeur Louis St-Laurent. De leur côté, ceux-ci cherchent plutôt à construire un Canada à partir du gouvernement central (concevant le Canada comme un seul pays formé d'une seule nation), intervenant davantage dans la vie des citoyens (notamment par le biais de programmes sociaux pancanadiens), impliquant une redéfinition du partage des pouvoirs entre les provinces et le fédéral sous la forme d'une centralisation des pouvoirs à Ottawa.
Ce thème de la lutte pour l'autonomie provinciale (et dans une moindre mesure, contre le communisme) profite largement à l'Union nationale. Se présentant comme le seul parti totalement indépendant des formations politiques présentes à Ottawa, alliant le nationalisme canadien-français au conservatisme social et au libéralisme économique, l'Union nationale remporte de grands succès aux élections dans ce contexte. Ainsi, aux élections du 28 juillet 1948, l'Union nationale triomphe en remportant 82 sièges sur 92,,.
Toutefois, afin de se maintenir au pouvoir, Maurice Duplessis cherche à tout prix à garder la faveur des électeurs. Afin d'éviter qu'une bureaucratie impersonnelle et non-partisane puisse détourner les citoyens des largesses de l'Union nationale, Duplessis et ses collègues se servent de leur pouvoir d'influence pour choisir à leur discrétion les personnes ou les organisations auxquelles les contrats et les services publics reviennent. Ainsi, sous l'Union nationale comme sous le Parti libéral autrefois, l'élément déterminant pour l'octroi d'un service ou d'un contrat du gouvernement du Québec demeure l'allégeance politique, plutôt que le besoin ou la compétence de la personne. Ce type de favoritisme (surnommé « patronage ») était toutefois incompatible avec les besoins d'une société industrielle démocratique moderne comme le Québec des années 1940. Il finira par causer beaucoup de situations d'injustice et de déséquilibres entre les partisans de l'Union nationale (récoltant les avantages du maintien au pouvoir de leur parti) et les adversaires ou les gens n'ayant aucun lien particulier avec ce parti (se retrouvant laissés-pour-compte).
À partir de 1949 (dans le cadre de la grève de l'amiante), le régime Duplessis se voit de plus en plus contesté. À la suite de l'appui massif des évêques pour la cause des ouvriers lors de cette grève (contre les patrons, appuyés par l'Union nationale), une faille importante commence à se creuser entre l'Église et l'Union nationale, qui avaient pour habitude de collaborer. Si le gouvernement Duplessis parvient à se maintenir au pouvoir avec de larges majorités en 1952, et 1956,, la contestation finit par gagner de plus en plus de secteurs. Bien visible dans le mouvement syndical (également lors de la grève de Louiseville en 1952 et celle de Murdochville en 1957), la contestation du régime se manifeste également chez les Témoins de Jéhovah (avec l'affaire Roncarelli), à la Faculté des sciences sociales de l'Université Laval (avec le père Georges-Henri Lévesque), dans le domaine artistique (avec les signataires du Refus global), chez les journalistes (au Devoir en particulier), chez les intellectuels, les catholiques de gauche, les étudiants et bon nombre de jeunes arrivant à l'âge adulte à partir de 1945 ne se reconnaissant plus dans les valeurs traditionnelles incarnées par l'Union nationale, mais aussi l'Église catholique et les grandes entreprises canadiennes-anglaises.
À la fin des années 1950, les demandes pour des réformes sociales et économiques importantes proviennent de tous les segments de la société. Néanmoins, la contestation demeurait multiforme et n'était pas canalisée par un seul mouvement ni un seul parti capable de renverser le régime Duplessis. À la veille de la Révolution tranquille, l'Union nationale demeurait donc solidement installée au pouvoir.

#### Mort de Maurice Duplessis

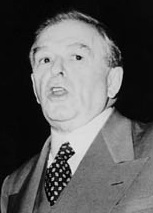
Maurice Duplessis meurt le 7 septembre 1959.
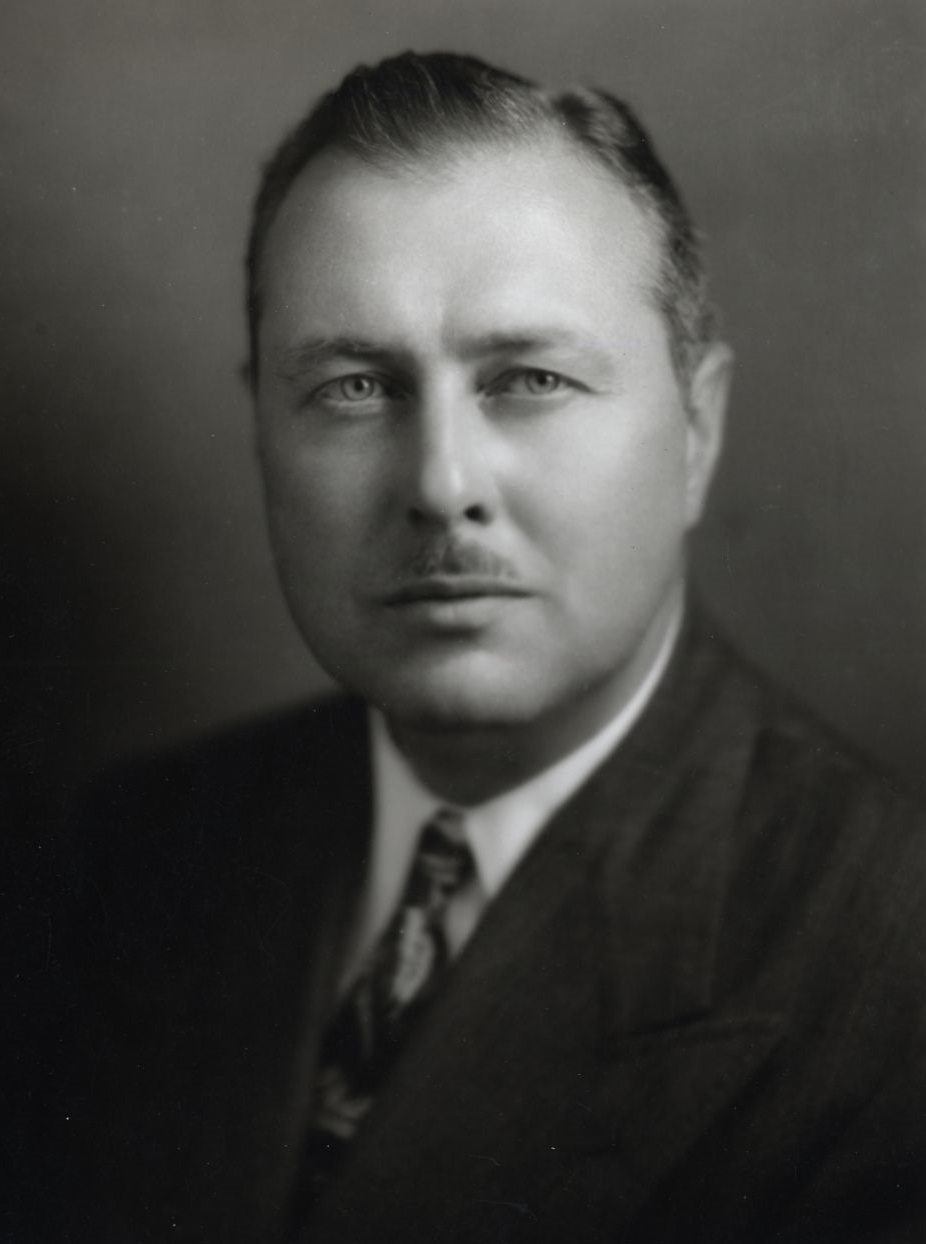
Paul Sauvé succède à Maurice Duplessis en septembre 1959.
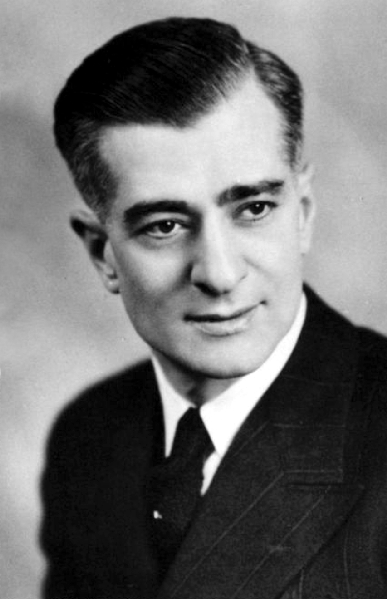
Antonio Barrette succède à Paul Sauvé en janvier 1960.

Le 7 septembre 1959, Maurice Duplessis meurt subitement à Schefferville. Sa mort marque la fin d'une époque. Le 10 septembre, le ministre Paul Sauvé lui succède comme chef du parti et premier ministre. Plus souple que son prédécesseur, Sauvé entame une série de réformes qui le rendent très populaire. Sans renier le travail accompli par son prédécesseur, son nouveau style marque un changement de mentalité. Des journalistes résument son style par un mot : « désormais ».
Toutefois, le mandat de Paul Sauvé est de courte durée. Le 2 janvier 1960, il meurt à son tour, emporté par une crise cardiaque. Dans la tourmente, un nouveau successeur est choisi le 8 janvier 1960 : le ministre du Travail Antonio Barrette.

### Retour dans l'opposition

#### Élections de 1960

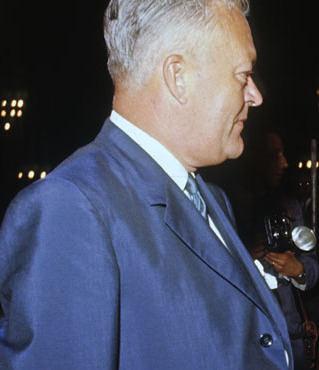
Jean Lesage, chef du Parti libéral lors des élections de 1960.

Antonio Barrette déclenche de nouvelles élections en avril 1960. Les débats portent dans un premier temps sur les programmes de chaque parti. Toutefois, ils sont vite remplacés par les problèmes de moralité politique. L'Union nationale mène une campagne sur le bilan des gouvernements passés. Antonio Barrette, misant sur la continuité avec le passé, s'éloigne de l'esprit de changement annoncé par Paul Sauvé. La campagne publicitaire se concentre sur le chef. Toutefois, à l'intérieur du parti, les divisions minent l'organisation et les vieux collaborateurs de Duplessis (Joseph-Damase Bégin et Gérald Martineau) délaissent le nouveau chef.
De son côté, le Parti libéral dirigé par Jean Lesage se présente avec une campagne publicitaire mettant l'accent sur la volonté de changement, avec un slogan (« C'est l'temps qu'ça change! »), un nouveau programme à la fois nationaliste et réformiste et une « équipe du tonnerre » formée notamment de nouveaux venus en politique comme René Lévesque et Paul Gérin-Lajoie.
Au scrutin du 22 juin 1960, le Parti libéral de Jean Lesage remporte 51 sièges avec 51,4 % des voix. L'Union nationale perd le pouvoir, remportant 43 sièges avec 46,6 % des voix. Cette victoire très serrée fait d'abord craindre à certains observateurs une contestation des résultats par le gouvernement sortant. En effet, dans 30 circonscriptions, la différence entre le premier et le second candidat était de moins de 10 % des voix, et dans 15 de ces circonscriptions, la différence était de moins de 5 %.
Ces élections marquent la fin d'une époque, renommée de façon rétrospective la « Grande noirceur ». Elles inaugurent également le début d'une autre époque, renommée elle aussi de façon rétrospective la « Révolution tranquille ».

#### Succession d'Antonio Barrette
À la mi-septembre 1960, Antonio Barrette annonce qu'il quitte la vie politique. Il se fait succéder par Yves Prévost. Toutefois, celui-ci est victime de problèmes de santé et doit renoncer à son poste de chef de l'Opposition. Il est alors remplacé à l'Assemblée législative par Antonio Talbot,.
À la suite du départ d'Antonio Barrette, deux successeurs potentiels s'annoncent : Daniel Johnson, député de Bagot et ancien ministre des Ressources hydrauliques, et Jean-Jacques Bertrand, député de Missisquoi et ancien ministre des Terres et Forêts.

#### Congrès à la direction de l'Union nationale de 1961
Le congrès à la direction de l'Union nationale se tient en septembre 1961. Vu comme le favori de la course, Johnson est le candidat de la continuité avec l'époque Duplessis. Il reçoit l'appui des membres plus âgés du parti, surtout des régions rurales, encore attachés aux valeurs d'entreprise privée et de religion catholique, voulant revenir au régime d'avant 1960. Bertrand se présente comme le candidat de la continuité avec Sauvé, l'homme de la réforme. De réputation intègre, nationaliste fougueux, il reçoit l'appui de plusieurs journalistes, des plus jeunes et des unionistes de milieu urbain.
Bertrand préconise une refonte du parti, avec des structures plus démocratiques, encadrant davantage les pouvoirs du chef, et veut éliminer l'influence du patronage, de certains souscripteurs douteux et de gens comme Gérald Martineau et Joseph-Damase Bégin. Johnson ne s'oppose pas en principe aux réformes proposées par Bertrand, mais concentre plutôt ses attaques sur le Parti libéral, avec un ton et un style rappelant Duplessis. Il s'oppose à l'interventionnisme de l'État, à la déconfessionnalisation des écoles, à l'augmentation des dépenses et aux politiques « de gauche » ou « socialisantes » du nouveau gouvernement.
À l'issue du congrès, Daniel Johnson est désigné comme nouveau chef de l'Union nationale. Jean-Jacques Bertrand se rallie tièdement au vainqueur. Celui-ci devient la cible favorite du caricaturiste Normand Hudon, qui le transforme « cowboy aux allures de bandit bourru, armé d’un lasso et de revolvers, tirant dans toutes les directions: "Danny Boy" ». Comme le résume l'historien Pierre B. Berthelot :  

« Ce qu’il faut retenir de ce congrès, pour la suite des choses, c’est
qu’il y a désormais au sein de l’Union nationale une aile réformiste
forte – chose à laquelle Duplessis n’a jamais dû faire face de son vivant.
L’affrontement entre cette faction et la faction plus traditionnelle
deviendra l’une des réalités permanentes au sein du parti. À l’issue de
cette course, certains journalistes se demandent même si le parti finira
par se scinder en deux. Néanmoins, il n’y a pas à douter ; en 1961, le
duplessisme est encore bien vivant. »

### Daniel Johnson, l'héritier de Maurice Duplessis (1961-1968)

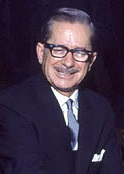
Daniel Johnson, élu chef de l'Union nationale en 1961.

Logo de l'Union nationale, adopté après l'élection de Daniel Johnson.

Héritier de Maurice Duplessis, Daniel Johnson demeure très attaché à ses racines traditionnelles. Il défend l'importance de la religion catholique et croit que l'État doit jouer un rôle « supplétif » en intervenant le moins possible en économie et en éducation. Sur les questions de patronage qui ont miné l'Union nationale dans l'opinion publique, Johnson prêche pour « la prudence et la rigueur, sans toutefois donner de règles de conduite précises ».
En revanche, Johnson est également l'héritier de la « grande noirceur » et de la mauvaise réputation faite à l'Union nationale depuis sa défaite en 1960. En effet, à l'automne suivant les élections, le Parti libéral avait mis sur pied une commission d'enquête (commission Salvas) visant à révéler les abus de l'Union nationale. Cherchant à refaire sa réputation malgré son attachement à l'époque et aux principes qui avaient guidé les partisans de Duplessis, Johnson voulait donner un nouveau visage à son parti. Notamment, il avait assisté à la création d'associations de circonscriptions (jusque-là inexistantes au sein de l'Union nationale, hors des périodes d'élections) et avait voulu doter le parti d'un nouveau programme pour répondre à celui des libéraux, d'une nouvelle équipe et même d'un logo.

#### Élections de 1962
Deux ans à peine après sa victoire, le Parti libéral déclenche de nouvelles élections. Celles-ci portent sur un projet de taille : la nationalisation de l'hydroélectricité. Tout en présentant un bilan positif de ses autres réformes, le Parti libéral présente son projet comme le « symbole du progrès, celui que Duplessis et l'Union nationale ont toujours retardé ».
De son côté, l'Union nationale peine à trouver une réponse cohérente au projet de nationalisation. Si Johnson s'y oppose, dans un premier temps, réclamant davantage d'études sur le coût de l'opération (et favorisant le maintien du régime en place, reposant sur des entreprises privées d'électricité), son ancien rival Jean-Jacques Bertrand approuve sans retenue le projet de nationalisation. Durant la campagne, Daniel Johnson se présente davantage comme le successeur de Duplessis que de Barrette ou de Sauvé. Rappelant le nom du chef, ses œuvres, son bon sens et son courage, il appelle à un « retour aux origines ». Toutefois, ce retour aux origines sera plutôt un retour à la légende noire entourant le régime d'avant 1960. Le nouvel organisateur en chef de Johnson, André Lagarde, se retrouve accusé d’avoir produit de faux certificats d’électeurs pour faire élire des députés de l'Union nationale. Cette affaire des « faux certificats » sera réglée en cour, mais seulement après les élections.
Le 11 novembre 1962, un débat télévisé entre Jean Lesage et Daniel Johnson a lieu à Radio-Canada (le premier du genre dans l'histoire du Canada). Les deux chefs s’affrontent dans un débat avec des questions déterminées à l’avance, inspiré par la formule utilisée avec John F. Kennedy et Richard Nixon lors de l'élection présidentielle américaine de 1960. Johnson, moins bien préparé que Lesage, offre une prestation décevante. Au scrutin, une grande partie de la population renouvelle sa confiance au Parti libéral. Jean Lesage et son équipe sont reportés au pouvoir avec 56,4 % des voix, 62 sièges sur 93. En déroute, l’Union nationale ne remporte que 31 sièges avec 42,15 % des voix.

#### Divisions internes
La nouvelle défaite porte un dur coup à l'Union nationale. Tenu responsable de la défaite, Daniel Johnson voit son leadership contesté, en particulier par le groupe plus réformiste dirigé par Jean-Jacques Bertrand. À la suite des élections, le parti tient un congrès où Bertrand menace de démissionner pour forcer Johnson à adopter les réformes qu'il avait exigées au congrès de 1961.
Le parti demeure divisé jusqu'à l'automne 1964. Lors d'une visite à Paris, Daniel Johnson est victime d'une crise cardiaque. Cet incident le force à se remettre en question. Une réunion des élus de l'Union nationale est alors organisée à Mont-Gabriel, dans les Laurentides. Lors de cette rencontre, le groupe de Bertrand expose une série de critiques à Daniel Johnson, en réclamant des changements immédiats au sein du parti. Johnson accepte de se rendre à leurs vues et annonce la tenue d'un congrès à la fin de l'hiver 1965.

#### Assises de 1965
Sorte de grand congrès ouvert à tous, les assises de l'Union nationale se déroulent du 18 au 20 mars 1965. Une panoplie d’experts et de personnalités de tous les horizons sont invités pour discuter avec les élus de nouvelles idées qui donneraient à l’Union nationale une vision nouvelle et distincte sur tous les sujets de l’heure. Lors de ce congrès, Daniel Johnson lance un livre intitulé Égalité ou indépendance, dans lequel il expose son cheminement sur la question constitutionnelle. Il se prononce en faveur de l’autodétermination du Québec et exige la pleine reconnaissance d’un Canada à deux nations, deux cultures, rejetant la formule Fulton-Favreau appuyée par les libéraux.
À la fin des assises, l'Union nationale se retrouve avec un programme nouveau, marquant une rupture nette avec l'époque de Duplessis. Il se fait plus interventionniste. Il propose notamment de rapatrier tous les impôts au Québec, de créer de nouveaux ministères (immigration, loisirs et planification économique), d’établir un régime complet d’assurance maladie, d’instaurer la gratuité scolaire à tous les niveaux, d’adopter une loi anti-briseurs de grève, de créer un fonds industriel québécois et d’adopter une déclaration des droits de l’homme.
Comme l'explique Pierre B. Berthelot, Johnson « offre ainsi à l’Union nationale ses propres thèmes et aussi sa propre position constitutionnelle, allant non seulement plus loin que Maurice Duplessis, mais plus loin que Jean Lesage aussi ».

#### Élections de 1966
De nouvelles élections sont déclenchées en avril 1966. Malgré une nette amélioration de l'image de sa personne et de son parti, Daniel Johnson était en situation de désavantage par rapport à Jean Lesage.
Repoussant l'idée de faire une campagne nationale, avec son slogan « Québec d'abord », Johnson décide de faire porter la campagne au niveau local, à la manière d'une série d'élections partielles. Cette campagne voit alors les efforts se concentrer sur les intérêts de chaque circonscription, chaque région. Cette stratégie inusitée s'avère cependant fructueuse.
Au scrutin du 5 juin 1966, les premiers résultats donnent une avance au Parti libéral. Progressivement, il se voit rattraper par l’Union nationale avant d'être, au courant de la nuit, dépassé puis renvoyé dans l'Opposition. L’Union nationale est élue dans la surprise générale avec 56 sièges (mais seulement 41 % des voix), contre 50 sièges pour le Parti libéral (et 47 % des appuis).

#### Retour au pouvoir
Au lendemain de l’élection, la méfiance règne dans la fonction publique. Plusieurs fonctionnaires et conseillers de Jean Lesage croient à leur renvoi imminent. C’est le cas notamment de Jacques Parizeau, qui redoutait un retour au « monument de niaiserie » qu’était Duplessis.
Étonnant plusieurs observateurs, l’Union nationale continue dans la même voie que ses prédécesseurs. En matière de patronage, Johnson refuse de revenir aux anciennes méthodes. En éducation, les réformes se poursuivent avec l’ajout d'un nouveau réseau d’enseignement au niveau collégial (cégep), la création d’un programme de prêts et bourses (afin d’élargir l’accès aux études supérieures) et la création d’une Bibliothèque nationale du Québec. Ces réformes se poursuivent aussi en santé, avec la Commission d’enquête sur la santé et le bien-être social (commission Castonguay-Nepveu, qui mènera ensuite à la création d’un régime d’assurance maladie). D’autres ministères sont créés (Affaires intergouvernementales, Institutions financières, Immigration, Fonction publique), ainsi qu’un premier poste de télévision national québécois, Radio-Québec, donnant vie ainsi à un vieux projet de loi de Duplessis remontant à 1945. On continue même l’intervention du gouvernement en économie en créant l’Office de planification du Québec, et en participant à la création d’une sidérurgie québécoise (avec l’acquisition de l’usine de Dosco, pour former Sidbec-Dosco), et d’une société d’exploration pétrolière (SOQUIP), comme Lesage l’avait fait dans le domaine minier (SOQUEM) en 1965.
Dans certains cas, l’Union nationale va même plus loin que ses prédécesseurs. Johnson réclame 100 % des impôts sur le revenu des particuliers, des sociétés et des successions. Il prend également des mesures pour développer les relations internationales du Québec, notamment avec des échanges commerciaux et des partenariats en éducation, en science et en innovation, et en préparant même une sorte de lien politique direct entre Québec et Paris.

#### Mort de Daniel Johnson
Malgré son nationalisme revendicateur et sa détermination, en matière de constitution, Daniel Johnson n'arrive pas à obtenir les réformes souhaitées. Sa recherche de l'égalité dans le Canada se trouve de plus en plus contrainte, notamment à partir de l'arrivée au pouvoir de Pierre Elliott Trudeau. Sa lutte pour tenter de réformer le fédéralisme est brusquement interrompue par son décès, le matin du 26 septembre 1968, sur le site de Manic-5.
Son successeur désigné est Jean-Jacques Bertrand, son ancien rival du congrès de 1961.

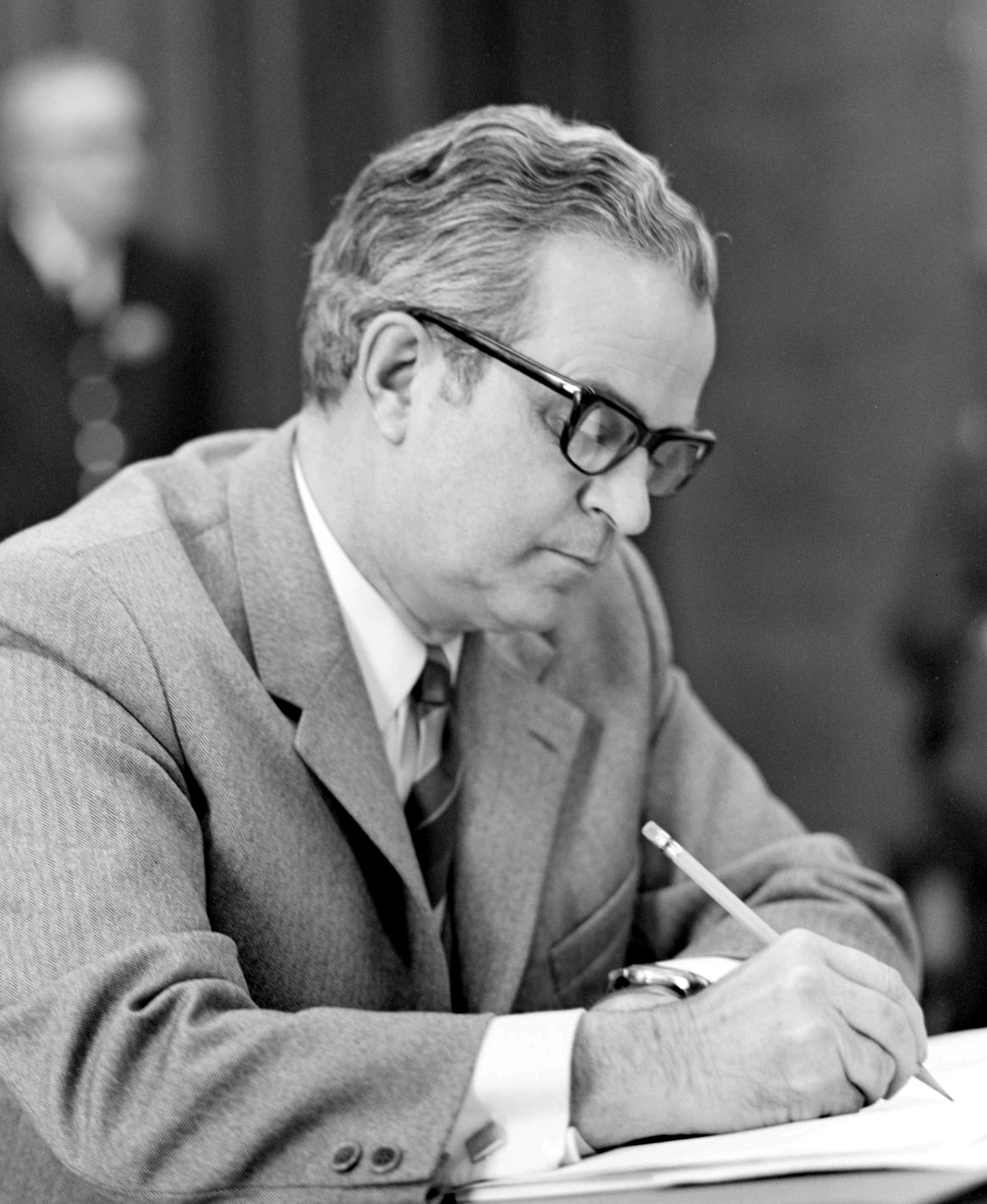
Jean-Jacques Bertrand succède à Daniel Johnson en septembre 1968.

### Jean-Jacques Bertrand (1968-1970)
Comme Sauvé après Duplessis, ici encore, l’homme de la réforme succède à l’homme de la tradition. Jean-Jacques Bertrand, qui a longtemps combattu Johnson pour mener à bien la réforme de l’Union nationale, se retrouve alors aux commandes du parti. Toutefois, sa situation demeurait très difficile. Contrairement à Johnson, Bertrand n’avait pas formulé sa propre réponse à la question constitutionnelle. Il se retrouvait donc à défendre une position qui, en fait, n’est pas la sienne. Également, contrairement à Johnson et Duplessis, Bertrand est un homme qui n’aimait pas l’affrontement et qui cherchait à régler les conflits plutôt qu’à les exploiter. Voulant éviter de ferrailler avec un adversaire aussi coriace que Pierre Elliott Trudeau, Bertrand préférait se concentrer sur d’autres dossiers.
Dès son arrivée à la tête du gouvernement, Bertrand doit faire face à une série de difficultés. À l'automne 1968, une crise linguistique éclate à Saint-Léonard et un mouvement de grève se généralise dans les nouveaux cégeps. Passant à travers ces événements avec difficulté, Bertrand cède temporairement la direction du gouvernement à Jean-Guy Cardinal, ministre de l'Éducation et successeur potentiel choisi par Johnson avant sa mort. À son retour à l'hiver 1969, Bertrand doit une fois de plus affronter la contestation avec les événements de l'opération McGill français.

#### Congrès de 1969
Voulant reprendre en main son leadership (et obtenir un véritable mandat de la part de ses membres), Bertrand annonce la tenue d'un congrès à la direction de son parti pour juin 1969. Lors de ce congrès, Jean-Guy Cardinal se présente comme un puissant adversaire, canalisant les appuis des plus jeunes membres et des nationalistes indépendantistes au sein de l'Union nationale.
À l'issue de ce congrès du 19 au 21 juin 1969, Jean-Jacques Bertrand est élu chef, mais avec seulement 57 % des voix.

#### Le «bill 63» et élections de 1970
Cherchant à régler la crise linguistique qui sévit au Québec, Jean-Jacques Bertrand annonce un projet de loi visant à offrir le libre choix de la langue d'enseignement dans l'ensemble du Québec. Ce projet de loi, surnommé « bill 63 », est un véritable coup de canon dans le navire du parti. Extrêmement impopulaire, elle provoque des réactions très négatives dans l’opinion publique (avec plus de 40 000 manifestants devant l’Assemblée nationale), ainsi qu’un départ massif de militants de l’Union nationale vers le nouveau Parti québécois.
Le 29 avril 1970, le Parti libéral de Robert Bourassa est porté au pouvoir avec 72 députés (45,4 % des voix). L’Union nationale retourne dans l’opposition avec seulement 17 députés, aux côtés de 12 députés créditistes (11,19 %), en arrivant au troisième rang dans les votes (19,65 %), derrière le Parti québécois (23,06 %) avec ses 7 députés. Quelques mois plus tard, en pleine crise d’Octobre, Bertrand annonce qu’il quitte la direction de son parti, ouvrant une course à sa succession.

### Déclin (1971-1981)

#### L'émergence de la question nationale et disparition de l'Union nationale
En juin 1971, Gabriel Loubier succède à Jean-Jacques Bertrand comme chef et change le nom du parti pour Unité-Québec. Aux élections générales d'octobre 1973, l'Union nationale est balayée de la carte électorale.
Lors d'une élection partielle en 1974 dans le comté de Johnson, Maurice Bellemare réussit à se faire élire, ramenant une présence de l'Union nationale au Parlement de Québec.

#### Rodrigue Biron (1976-1980)
Aux élections de novembre 1976, l'Union nationale connaît un regain sous la direction de Rodrigue Biron. Élu chef en mai précédent, son parti recueille 18 % du vote et fait élire 11 députés.
À l'approche du référendum de 1980, Rodrigue Biron tente d'attirer son parti dans le camp souverainiste. Menant un sondage à l'intérieur de son parti, Biron ne réussit qu'à récolter qu'environ 40 % d'appuis au Oui. Choisissant de suivre ses convictions, il démissionne comme chef de l'Union nationale et rallie le camp du Oui. Son successeur à la tête de l'Union nationale, Michel Le Moignan, fait campagne dans le camp du Non, sans toutefois jouer un rôle très influent.
Aux élections de 1981, le parti est dirigé par l'ancien ministre progressiste-conservateur Roch La Salle. Toutefois, les résultats s'avèrent encore plus mauvais qu'en 1973. Au scrutin, l'Union nationale ne récolte que 4 % des voix. Par la suite, le parti ne réussit à faire élire aucun député.
Le dernier candidat officiel de l'Union nationale a été Michel Lebrun, candidat dans la circonscription d'Anjou à l'élection partielle du 20 juin 1988.

### Dernières années (1981-1989)
Couvert de dettes, n'arrivant plus à retrouver sa place dans le nouveau contexte post-référendaire des années 1980, l'Union nationale se fait retirer son accréditation de parti le 19 juin 1989. Cette décision est ensuite contestée par le chef intérimaire Michel Lebrun devant la Cour supérieure du Québec. Son recours ne réussit pas.
Dans les années 1990, des militants tentent de refonder l'Union nationale à deux reprises.
En 1992, Raymond Martin crée le Parti Renaissance, se voulant une résurrection du parti de Duplessis. Toutefois, ce parti ne réussit pas à se faire une place dans le paysage politique,.
En 1994, Charles Thibault, ancien chef intérimaire de l'Union nationale en 1986, tente à son tour de faire renaître le parti sous un nouveau nom : Développement Québec. Lors des élections de 1994, le parti présente 11 candidats mais n'en fait élire aucun, n'obtenant que 0,05 % du vote.
En octobre 2020, une nouvelle formation politique est créée, reprenant le nom et le logo du parti historique. Autorisée par le Directeur général des élections du Québec, ce nouveau parti ne présente qu'un candidat aux élections générales de 2022, qui n'obtient que 159 voix.

## Postérité et «Grande noirceur»
Tout au long de son existence, l'Union nationale est demeurée intimement liée à la figure de son chef fondateur, Maurice Duplessis.
À la suite de la victoire des libéraux aux élections de 1960, les anciens adversaires de l'Union nationale ont saisi « les discours qui avaient pris pour habitude de ramener à [Duplessis] tous les progrès et les réalisations de la nation » et les ont retournés contre les unionistes. Afin de mettre fin aux abus reprochés à l'Union nationale et de mieux asseoir la légitimité du nouveau gouvernement, divers commentateurs (comme Pierre Elliott Trudeau, André Laurendeau, Pierre Laporte, Gérard Filion, Gérard Pelletier et Leslie Roberts) et hommes politiques (Jean Lesage, Paul Gérin-Lajoie, René Lévesque et Georges-Émile Lapalme) ont commencé à entretenir une légende noire sur le parti de Duplessis. Décrivant le Québec sous sa gouverne comme une société retardataire, coincée et écrasée par une petite élite clérico-nationaliste conservatrice, autoritaire et intransigeante (faisant écho aux révélations de la Commission Salvas), l'historiographie des années 1960 a fait de l'Union nationale l'un des plus forts symboles de la « Grande noirceur ».
Cette légende noire a été quelque peu remise en question à partir des années 1970. Un regain d'intérêt pour la figure de Duplessis (à travers notamment les biographies écrites par Robert Rumilly et Conrad Black, et la série télévisée rédigée par Denys Arcand) a mené à un foisonnement d'œuvres sur l'Union nationale et le Québec des années 1930 à 1960. Des mémoires de témoins de l'époque, ainsi que des travaux menés par des spécialistes (comme Paul-André Linteau, René Durocher, Jean-Claude Robert et Jean-Louis Roy) ont permis de montrer l'ampleur des transformations bouleversant le Québec déjà sous l'Union nationale (prospérité économique, choc démographique, urbanisation, immigration, progrès scientifique, syndicalisme, chute de la pratique religieuse, émergence d'un nouveau nationalisme de gauche, etc.).
D'autres nuances importantes ont été apportées durant les années 1980 et 1990, notamment sur le rapport de l'Union nationale à l'économie et aux questions sociales. Les travaux des chercheurs comme Michel Sarra-Bournet, Gilles Bourque, Jules Duchastel et Jacques Beauchemin ont voulu tempérer l'image singulièrement négative et rétrograde de l'Union nationale en replaçant le régime dans une certaine continuité historique. En somme, ces chercheurs ont voulu démontrer comment Duplessis était en fait un « "conservateur libéral"; conservateur sur le plan social, libéral classique sur le plan économique », tiraillé entre « le désir […] de poursuivre des valeurs émancipatrices et l’appel à l’ordre, à la stabilité et aux traditions, s’appuyant sur la responsabilité, la morale, le travail et le devoir de chacun ». Ces nuances sont désormais admises par une majorité de chercheurs.
En revanche, la légende noire entourant l'Union nationale et l'époque de la Grande noirceur persiste encore auprès du grand public, dans les années 2000 et 2010.

## Idéologie
Le parti été caractérisé par ses orientations conservatrices sur le plan social et fiscal, et régionalistes sur le plan identitaire et constitutionnel. Ces positions prenaient racine dans le concept d'autonomie provinciale; une attitude traditionnellement assumée par une importante partie de la tradition politique canadienne-française. L'autonomie provinciale défendue par les chefs de l'Union nationale visait à accroître les droits de la province de Québec face au gouvernement fédéral tout en défendant le caractère unique et distinctif de l'identité québécoise au sein de la confédération canadienne. Celle-ci s'est manifestée notamment, sous le règne de Maurice Duplessis, par l'opposition à la conscription lors de la Seconde Guerre mondiale, par l'adoption du fleurdelisé comme drapeau du Québec en 1948, par la création d'un ministère des Transports et des Communications du Québec, ainsi que par la création d'une structure fiscale propre au Québec, en premier temps en 1947 avec la création d'un impôt sur les corporations puis en 1954 avec la création d'un impôt sur le revenu des particuliers.
Même si la posture de l'Union nationale était résolument régionaliste, le parti était aussi fédéraliste. Bien que certains de ses chefs se montrèrent ouverts à la souveraineté du Québec (notamment Daniel Johnson et Rodrigue Biron), aucun ne s'est rendu jusqu'au bout de cette démarche.
Sur le plan économique, ce parti était contre l'intervention de l'État et favorisait l'investissement étranger afin de développer les régions grâce à l'exploitation des ressources naturelles du Québec.

## Chefs
| Nom                   | Chef                                  | Premier ministre        |
| --------------------- | ------------------------------------- | ----------------------- |
| Maurice Duplessis     | 20 juin 1936 - 7 septembre 1959       | 1936 - 1939 1944 - 1959 |
| Paul Sauvé            | 10 septembre 1959 - 2 janvier 1960    | 1959 - 1960             |
| Antonio Barrette      | 8 janvier 1960 - 15 septembre 1960    | 1960                    |
| Daniel Johnson (père) | 23 septembre 1961 - 26 septembre 1968 | 1966 - 1968             |
| Jean-Jacques Bertrand | 2 octobre 1968 - 19 juin 1971         | 1968 - 1970             |
| Gabriel Loubier       | 19 juin 1971 - 30 mars 1974           | —                       |
| Rodrigue Biron        | 23 mai 1976 - 3 mars 1980             | —                       |
| Roch La Salle         | 9 janvier 1981 - 6 juin 1981          | —                       |
| Jean-Marc Béliveau    | 20 août 1981 - 21 septembre 1985      | —                       |
| Paul Poulin           | 10 août 1986 - 24 mars 1987           |                         |

## Résultats électoraux
|         |  |
| 56,88 % |  |
|         |  |

|         |          |
| 76 / 90 | (84,4 %) |
|         |          |

|         |  |
| 39,13 % |  |
|         |  |

|         |          |
| 15 / 86 | (17,4 %) |
|         |          |

|         |  |
| 38,02 % |  |
|         |  |

|         |          |
| 48 / 91 | (52,7 %) |
|         |          |

|         |  |
| 51,24 % |  |
|         |  |

|         |          |
| 82 / 92 | (89,1 %) |
|         |          |

|         |  |
| 50,50 % |  |
|         |  |

|         |          |
| 68 / 92 | (73,9 %) |
|         |          |

|         |  |
| 51,80 % |  |
|         |  |

|         |          |
| 72 / 93 | (77,4 %) |
|         |          |

|         |  |
| 46,61 % |  |
|         |  |

|         |          |
| 43 / 95 | (45,3 %) |
|         |          |

|         |  |
| 42,15 % |  |
|         |  |

|         |          |
| 31 / 95 | (32,6 %) |
|         |          |

|         |  |
| 40,82 % |  |
|         |  |

|          |          |
| 56 / 108 | (51,9 %) |
|          |          |

|         |  |
| 19,65 % |  |
|         |  |

|          |          |
| 17 / 108 | (15,7 %) |
|          |          |

|        |  |
| 4,92 % |  |
|        |  |

|         |       |
| 0 / 110 | (0 %) |
|         |       |

|         |  |
| 18,20 % |  |
|         |  |

|          |        |
| 11 / 110 | (10 %) |
|          |        |

|        |  |
| 4,00 % |  |
|        |  |

|         |       |
| 0 / 122 | (0 %) |
|         |       |

|        |  |
| 0,23 % |  |
|        |  |

|         |       |
| 0 / 125 | (0 %) |
|         |       |